# John Qualen
John Qualen (Johan Mandt Kvalen), född 8 december 1899 i Vancouver, British Columbia, Kanada, död 12 september 1987 i Torrance, Kalifornien, var en amerikansk skådespelare. Hans föräldrar kom ursprungligen från Norge. Qualen filmdebuterade 1931 och medverkade i över 200 filmer, oftast i biroller. Han fick ofta spela skandinaviska karaktärer.

## Filmografi i urval
- 1933 – Skilsmässoadvokaten
- 1934 – Vi som går köksvägen
- 1936 – Meet Nero Wolfe
- 1940 – Den långa resan hem
- 1940 – Vredens druvor
- 1940 – Blondie on a Budget
- 1940 – Änglar över Broadway
- 1940 – Det ligger i blodet
- 1941 – Ljuset bortom dimman
- 1941 – Skogarnas dotter
- 1942 – Tusen och en natt
- 1942 – Casablanca
- 1944 – Bedragaren
- 1952 – H.C. Andersen
- 1956 – Förföljaren
- 1959 – Analys av ett mord
- 1960 – Elmer Gantry
- 1961 – Två red tillsammans
- 1962 – Mannen som sköt Liberty Valance
- 1963 – Jagad av agenter
- 1963 – Donovans krog
- 1965 – En strimma solsken
- 1966 – Full hand i Dodge City
- 1968 – Duellen i Firecreek